# Liste der Kantone im Département Ille-et-Vilaine
Das Département Ille-et-Vilaine liegt in der Region Bretagne in Frankreich. Es untergliedert sich in vier Arrondissements mit 27 Kantonen (französisch cantons).
Siehe auch: Liste der Gemeinden im Département Ille-et-Vilaine

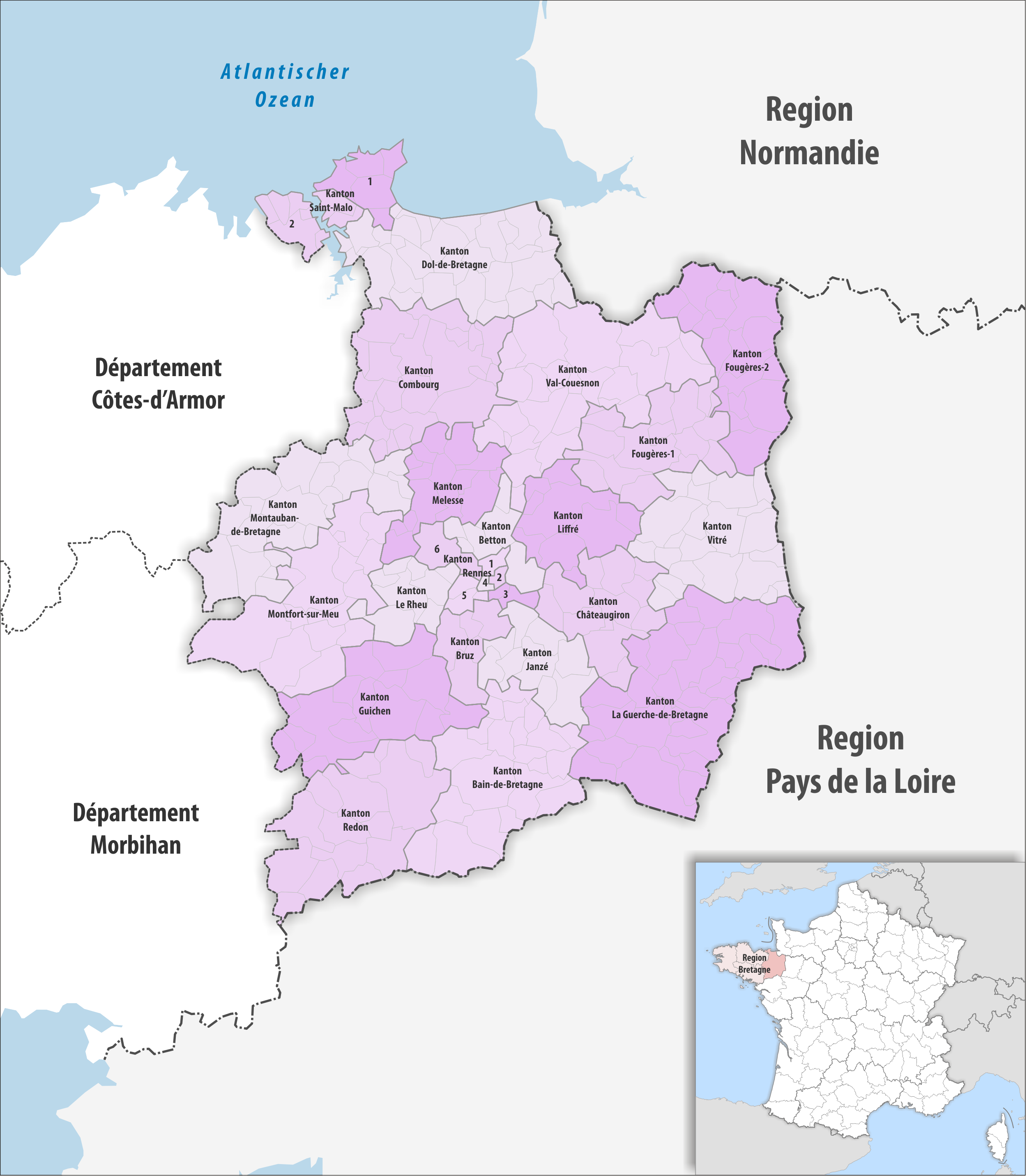
Gemeinden und Kantone im Département Ille-et-Vilaine

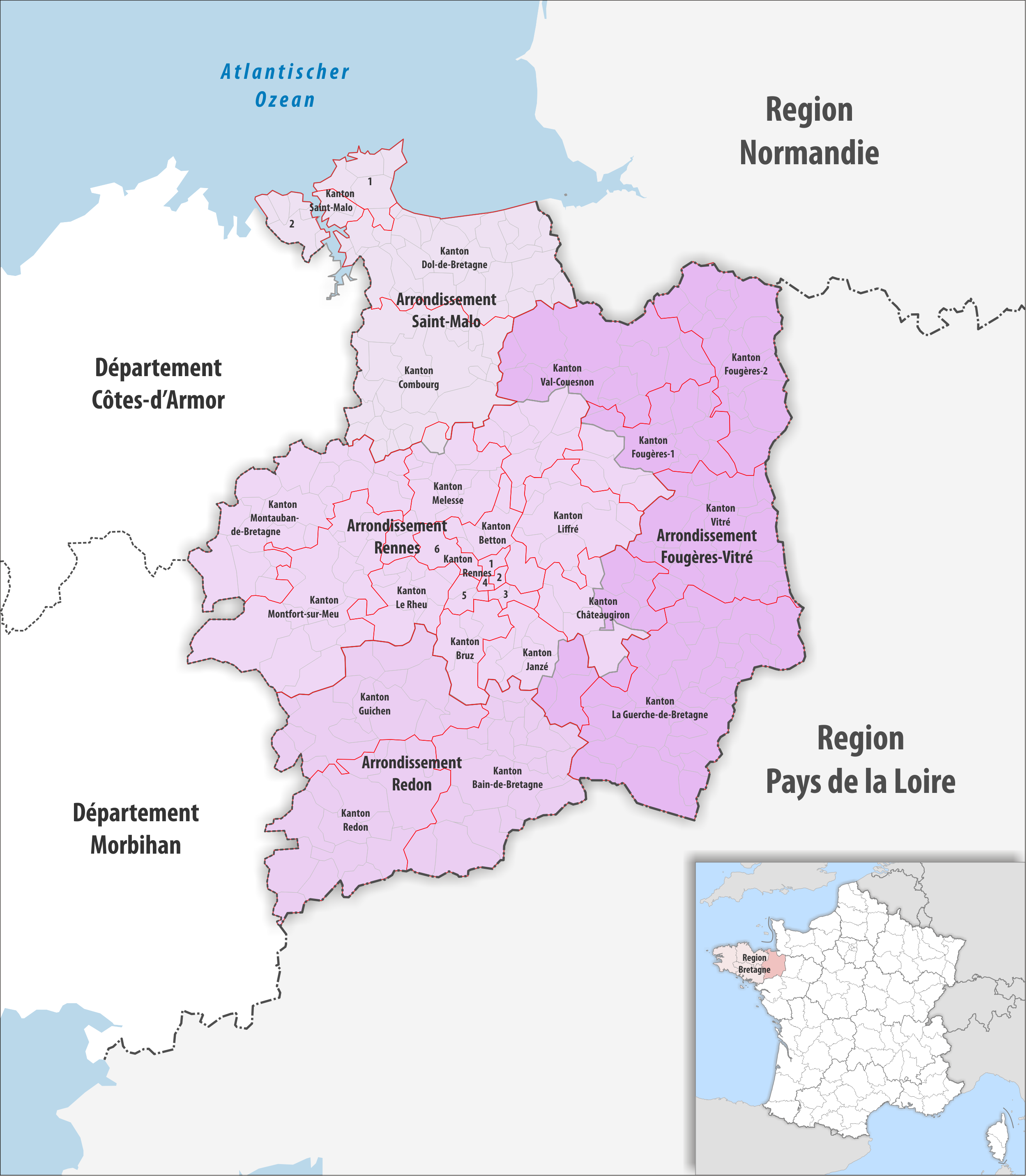
Gemeinden, Arrondissemente und Kantone im Département Ille-et-Vilaine

| Kanton                      | Gemeinden | Einwohner 1. Januar 2022 | Fläche km² | Dichte Einw./km² | Code INSEE | Arrondissement(e)      |
| --------------------------- | --------- | ------------------------ | ---------- | ---------------- | ---------- | ---------------------- |
| Bain-de-Bretagne            | 20        | 32.801                   | 461,85     | 71               | 3502       | Redon                  |
| Betton                      | 6         | 51.619                   | 99,88      | 517              | 3503       | Rennes                 |
| Bruz                        | 5         | 45.783                   | 107,21     | 427              | 3504       | Rennes                 |
| Châteaugiron                | 11        | 43.954                   | 240,25     | 183              | 3505       | Fougères-Vitré, Rennes |
| Combourg                    | 24        | 34.242                   | 426,03     | 80               | 3506       | Saint-Malo             |
| Dol-de-Bretagne             | 31        | 45.130                   | 452,48     | 100              | 3507       | Saint-Malo             |
| Fougères-1                  | 15 1⁄2    | 32.981                   | 294,26     | 112              | 3508       | Fougères-Vitré, Rennes |
| Fougères-2                  | 16 1⁄2    | 32.960                   | 341,05     | 97               | 3509       | Fougères-Vitré         |
| La Guerche-de-Bretagne      | 31        | 42.432                   | 664,42     | 64               | 3510       | Fougères-Vitré         |
| Guichen                     | 15        | 36.049                   | 388,54     | 93               | 3511       | Redon                  |
| Janzé                       | 10        | 43.209                   | 190,47     | 227              | 3512       | Fougères-Vitré, Rennes |
| Liffré                      | 9         | 37.810                   | 212,60     | 178              | 3513       | Rennes                 |
| Melesse                     | 15        | 39.125                   | 210,24     | 186              | 3514       | Rennes, Saint-Malo     |
| Montauban-de-Bretagne       | 22        | 35.366                   | 417,64     | 85               | 3515       | Rennes                 |
| Montfort-sur-Meu            | 15        | 38.979                   | 457,52     | 85               | 3516       | Rennes                 |
| Redon                       | 15        | 36.923                   | 452,18     | 82               | 3517       | Redon                  |
| Rennes-1                    | 1⁄6       | 41.681                   | 9,81       | 4.249            | 3518       | Rennes                 |
| Rennes-2                    | 1⁄6       | 43.521                   | 7,76       | 5.608            | 3519       | Rennes                 |
| Rennes-3                    | 1 ⁄6      | 44.540                   | 18,41      | 2.419            | 3520       | Rennes                 |
| Rennes-4                    | 1⁄6       | 37.867                   | 3,90       | 9.709            | 3521       | Rennes                 |
| Rennes-5                    | 1 ⁄6      | 48.383                   | 24,49      | 1.976            | 3522       | Rennes                 |
| Rennes-6                    | 1 ⁄6      | 47.624                   | 44,77      | 1.064            | 3523       | Rennes                 |
| Le Rheu                     | 9         | 46.054                   | 132,43     | 348              | 3524       | Rennes                 |
| Saint-Malo-1                | 4 1⁄2     | 46.040                   | 93,49      | 492              | 3525       | Saint-Malo             |
| Saint-Malo-2                | 7 1⁄2     | 45.690                   | 84,10      | 543              | 3526       | Saint-Malo             |
| Val-Couesnon                | 24        | 38.285                   | 557,10     | 69               | 3501       | Fougères-Vitré, Rennes |
| Vitré                       | 22        | 40.184                   | 381,84     | 105              | 3527       | Fougères-Vitré         |
| Département Ille-et-Vilaine | 332       | 1.109.232                | 6.774,72   | 164              | 35         | –                      |

Mehrere Kantone umschließen Gemeinden aus verschiedenen Arrondissements.

## Ehemalige Kantone

Kantone und Arrondissements im Département Ille-et-Vilaine

Vor der landesweiten Neuordnung der Kantone im März 2015 teilte sich das Département in 53 Kantone:
| Arrondissement | Kantone |
| -------------- | --- |
| Fougères-Vitré | Antrain, Argentré-du-Plessis, Châteaubourg, Fougères-Nord, Fougères-Sud, La Guerche-de-Bretagne, Louvigné-du-Désert, Retiers, Saint-Aubin-du-Cormier, Saint-Brice-en-Coglès, Vitré-Est, Vitré-Ouest |
| Redon          | Bain-de-Bretagne, Grand-Fougeray, Guichen, Maure-de-Bretagne, Pipriac, Redon, Le Sel-de-Bretagne |
| Rennes         | Bécherel, Betton, Bruz, Cesson-Sévigné, Châteaugiron, Hédé-Bazouges, Janzé, Liffré, Montauban-de-Bretagne, Montfort-sur-Meu, Mordelles, Plélan-le-Grand, Rennes-Brequigny, Rennes-Centre, Rennes-Centre-Ouest, Rennes-Centre-Sud, Rennes-Est, Rennes-le Blosne, Rennes-Nord, Rennes-Nord-Est, Rennes-Nord-Ouest, Rennes-Sud-Est, Rennes-Sud-Ouest, Saint-Aubin-d’Aubigné, Saint-Méen-le-Grand |
| Saint-Malo     | Cancale, Châteauneuf-d’Ille-et-Vilaine, Combourg, Dinard, Dol-de-Bretagne, Pleine-Fougères, Saint-Malo-Nord, Saint-Malo-Sud, Tinténiac |